# 最後的詩句
《最後的詩句》（英語：The Last Verse）是一部臺灣電視電影，為公視推出的首部「新創電影」，由曾英庭執導、傅孟柏與温貞菱領銜主演。本片於2017年3月4日在光點華山電影館首映，3月17日在LINE TV线上首播，3月18日在公視主頻首播。
本片以灰色寫實的手法呈現「青年貧窮」的主題，描述一對相戀十六年的男女，歷經三次執政更迭，身處充滿艱困與挑戰的社會經濟環境，消磨了他們的青春與美好的愛情，並隨著成長與夢想的幻滅，最終為生命之詩畫下句點的故事。
由於本片劇情緊扣社會，拍攝手法多利用空間、影像與美術等來刻劃小人物，加上傅孟柏與温貞菱詮釋角色到位，因此在播映後獲得好評，最終拿下第52屆金鐘獎4座獎項（8項提名）的肯定，與《告別》並列迷你劇集／電視電影類最多入圍兼得獎者，亦獲釜山國際電影節入選「新浪潮」單元競賽，並受斯德哥爾摩電影節、多倫多亞洲國際電影節與聖地牙哥亞洲電影節等國際影展之邀參展。

## 劇情
在操場比賽踢足球的施人傑（傅孟柏 飾演），初遇正在跑步的李曉萍（温貞菱 飾演），並對她一見鍾情。
民國八十九年　青春
在中華民國第十任總統選舉開票之際，曉萍與友人在加油站結識打工的學長人傑與蔡尾（黃迪揚 飾演），並受到兩人的邀請到山間溪邊聯誼。當曉萍和人傑獨處時，她問起人傑的綽號「詩人」之由來，並嬉鬧著要人傑唸一首詩給她聽。
民國九十五年　自由
出社會的曉萍，籌畫著與人傑的未來，即將退伍的人傑也面臨生涯的抉擇。經商失敗的父親（高群 飾演）到軍中會見人傑後，選擇在車上燒炭自殺，趕到現場的人傑對已成冰冷屍體的父親發洩心中的怒吼。獲知噩耗的曉萍及時趕到，陪同內心充滿怨懟及排斥感的人傑，送施父走完最後一程。
民國九十七年　風暴
雖然人傑已選擇拋棄繼承，但討債集團的輝哥（高盟傑 飾演）仍來到他與曉萍的住處，要求人傑結清其父親欠下的私人債務。不願替亡父善後的人傑採消極態度，討債集團便殺害了他們收養的狗以示威脅。向警方求助無果的人傑與曉萍暫居於旅店，人傑卻在下班途中遭討債集團劫走，並被埋在工地的砂石裡。經過一夜，人傑仍不願屈撓拒簽本票，情急的曉萍，便向姑姑（黃柔閩 飾演）請求金援，而獲得釋放的人傑，卻自此充滿悲憤。
民國一百零一年　求婚
在第十三任中華民國總統就職的這一天，人傑終於還清債務。轉行不動產業的他，經常帶著在軍中結識且已婚的雨婷中尉（姚以緹 飾演）到各空屋尋歡，卻在某日撞見曉萍和一名跑車小開Jeffery（高英軒 飾演）關係親密。夜裡，當人傑與曉萍打算性交時，有經濟壓力的人傑和嚮往婚姻的曉萍，對生子成家各執意見產生爭執，曉萍亦對人傑打算拋下她和軍中學弟前往中國大陸發展的想法感到難以理解。
人傑發現Jeffery一直聯絡曉萍，令他不禁質疑兩人的關係，而曉萍也刻意回話激怒。情緒爆發的人傑，以曉萍先前想生子之表態為由，意圖強姦曉萍，直到看見曉萍無辜地淚訴，他才清醒過來並激動地虐打自己，心疼的曉萍則緊急制止。人傑最後還是決定前往學弟位處的杭州，到機場送行的曉萍，在相互道別後，看著人傑離去的身影，壓抑不住內心的悲痛而淚灑機場。
民國一百零五年　返鄉
遭欺騙而身無分文的人傑偷渡回台，在蔡尾的協助下得以保釋。當人傑問起曉萍的近況時，他得知曉萍疑似遭Jeffery玩弄感情還墮胎，更因罹患憂鬱症而自殺未遂。走投無路的人傑回到曉萍家，被曉萍重新接納，並在夜裡躺在曉萍身邊無聲地哭泣著。姑姑來到人傑從事的計程車業場所教訓他，指責他踐踏李家的恩情，在曉萍最需要他的時候離她而去，並要求人傑離開曉萍。纏綿後的某夜，曉萍希望人傑再唸一次當初他們在溪邊嬉戲時的那首詩，人傑卻在這時向曉萍求婚。沉睡中的人傑，因感受到壁癌漏下的水而甦醒，並發現曉萍在廁所裡割腕自殺。
民國一百零五年　勇氣
失去曉萍的人傑，向討債集團購買了一把槍，隨後挾持Jeffery，打算要Jeffery付出代價。經Jeffery的解釋，人傑才意識到傷害曉萍最深的人正是自己。看清一切的人傑，回到充滿他與曉萍生活痕跡的房子，並寫下當初的那一首詩，憶起十六年前的溪邊，他與曉萍確認彼此心意的那一吻，以及最初的青春，隨後便扣下板機自盡。

## 製作

### 企劃與創作
作為公視「新創電影」品牌的幕後推手和監製，主導人兼該節目部經理於蓓華坦言新創電影品牌的設立，是源自意識到人生劇展的不足。考慮戲劇回應社會議題的主導性，「公視新創電影」因此油然而生，「我們先設定『青年貧窮』這個明確的主題，然後再找過去與公視合作過的優秀年輕導演談，畢竟他們就是這個貧窮世代」她說，且新創電影具鼓勵充滿撞擊能量的後青春世代導演創作的意涵。作為新創電影的開山之作，曾英庭是就公視所提供的青少年貧富差距故事雛形開始工作，但因原始故事中的富二代角色和自己不切合且難以揣摩，他索性邀來施虹如共同執筆，重新創作故事，並花了約兩個月的時間完成劇本。
故事描繪在臺灣的政經大環境下，一對男女長跑十六年的愛情之殞落，反映21世紀青年世代所身處的現實生活。談起創作本片的動機，與「貧窮」共處了很久而對「青年貧窮」此母題不陌生的導演曾英庭，便以身為男性的觀點出發，從他的世代開始描摹，欲透過一段長時間的關係，來呈現一對情侶在這樣的背景與環境下，可能遭遇的困境，以及他們該如何抱持美好的想像來面對現實世界。對於劇中藉重要政治事件來推展故事，曾英庭認為政治總和生活環環相扣，每一事件雖然不會直接對人民造成影響，但都會在往後的時間裡，潛移默化地改變生活的細節，他覺得「這些改變還是會慢慢擴散到我們最平凡的人身上。」曾英庭在創作劇本時，發覺貧窮並非一時造成，而是長久累積，這和原生家庭階級未流動有著密切的關連，因此在劇本上花了許多時間鋪陳角色的生命歷程，並以一對伴侶作為對鏡，來反映周遭世界的改變。
編導在劇情上融合了《羅生門》與莎士比亞筆下的《奧賽羅》等劇元素，呈現出眾說紛紜、事實並未明瞭的景況，想藉此點明男主角人生之不順遂，部分是源自於自身的性格所招致的悲劇。雖然閱聽者可能會因這樣的編排方式而感到困惑，但有著讓觀眾投入角色的用意，亦留給觀眾討論的空間。曾英庭另外也想透過本片為男性發聲，「在強調女權的時代，男生很容易遭到忽略。除了家庭和社會的期待，男生也會給自己壓力，自我期許要成為某個類型的男生。」他說，而這樣的壓力便造就了角色人格上的挫折與自卑。不過，他同時也認為以男性為觀點出發的腳本，會產生對女主角刻畫不夠深刻的缺點。主角的名字是誕生於執筆的過程，而貫穿全劇的詩句，也是創作後期才完成。為了扣合角色身分，施虹如試著保留學生時代的青澀，並親自創作劇中的詩句。曾英庭認為角色生命中所遇見的每個人，都會成為心中的一首詩，而成長過程會有晦暗面，心中的詩也會轉變。
本片充滿了非常多關於「水」的不同意象，對此曾英庭雖然無法具體地給予解釋，不過他認為這正如「詩」一般能有不同解讀，因此水對他來說「是一體兩面的」，有模糊、曖昧的存在，「它可以是很洶湧、很危險的，所以我在電影中放入了各種形象的水，也是想要與施人傑的多愁善感互相呼應。」他說。曾英庭認為本片是部關於「勇氣」的電影，他期望藉主角反映現實的境遇和終局，替那些類似主角生活狀態的觀眾死一回，使觀眾能因此活得更好，即便事後想要修改結局的他，坦言堅定地活下去才是他相信的勇敢。

### 演員與角色
由於劇情幅度橫跨十六年，男女主角的年紀由大學時期發展至三十歲中旬，因此選角取介於中間值的年齡作為考量，而符合此年齡區間的傅孟柏與温貞菱便因此出線擔綱。不僅主演，曾英庭導演對周邊演員也是相當堅持，即便僅有一場戲也必須具備角色的靈魂與生命力。在正式開拍前，劇組安排演員進行一個月的密集訓練，除了符合角色外觀要求、熟悉彼此、感受角色間的情感、排戲與內化的演出等，傅孟柏與温貞菱還接受了配音練習，意圖藉此讓他們認識彼此的聲音好達到互信的關係，並學會隨著角色年齡增長而做出細微的變化。
與曾英庭導演第四度合作的金鐘獎入圍者傅孟柏，飾演男主角施人傑。曾英庭自認除了樣貌外，他與傅孟柏極為相像，其具有可世故也可純真的外表，是他愛用傅孟柏的原因，而傅孟柏無辜的樣貌特質，亦能夠撐起本片存在缺陷的男性角色。對於要演出橫跨十六年的故事，傅孟柏需思考如何透過小細節來呈現角色在四個階段不同的心境與情緒，還必須具備連貫性並符合當下狀態，面對這些複雜且困難的準備工作，他笑稱「最難的是整部電影。」他表示本片有許多情緒是讓他停不住、離不開的狀態，最令他印象深刻的，是演出尾段回到人傑跟曉萍住的空屋，看見已被清理過、曉萍自殺後躺著的浴缸，他「無法控制情緒跪在地上一直哭」，即便這是突如其來的演出，但導演最後選擇採用了此鏡頭。在角色的準備上，自稱沒有太多社會責任感的傅孟柏，應導演要求前往國家圖書館翻閱剪報，以了解事件背後的串聯，並將其內化成自己的東西，好促使在演出時，能自然地聯想到畫面，並配合腦袋與肢體來詮釋角色。
女主角李曉萍由金鐘獎得主温貞菱飾演。曾英庭認為曉萍雖然看似是個犧牲奉獻型的人物，但實際上是將強悍的個性表現於對感情的傳統執著上。在這部以男性視角為主的作品中，曾英庭刻意安排了一鏡到底的畫面、鏡頭正對女性的做愛場景等主戲給予温貞菱發揮。温貞菱說道：「印象很深刻的是第一天拍攝的戲，就是施人傑去中國回來後，在門縫偷看的那一場。」她更稱該場戲定調了她整部電影的表演，亦是最困難的一場戲。温貞菱在詮釋該角色時，並未投射太多自身的立場，並認為自己「對於這個角色的理解更趨近於他對於這個世界、他的生活的寬恕、原諒。」面對李曉萍最終的選擇，她認為曉萍已決定要放棄，因此在人傑向她提出求婚時，「是一種心願已了的感覺，那是他生命最後的燦爛與迴光反照。」她說。
對於如何指導演出而讓演員達到驚人的突破，曾英庭表示他透過狹小的場景，讓演員自由設計動作或做反應，以呈現他們所感受到的情緒，待演員進入角色，給予鏡頭的反饋即是最真實的，同時，他也會隨演員的情緒來調整電影的編排。與曾英庭和傅孟柏曾於《衣櫃裡的貓》合作過的姚以緹，於本片飾演女中尉雨婷，其他演員包括曾入圍過金鐘獎的高英軒、高盟傑與黃柔閩，以及黃迪揚、林宗儒、劉明勳、洪群鈞和蘇振威等人。

### 拍攝
本片拍攝了約20天左右，拍攝方式使用了大量的跟拍鏡頭，且為避免觀眾產生無趣與焦慮等感知，刻意放置許多供視線聚焦之美術設計，形成較強烈的攝影風格。

### 播映與發行
面對現今世代電視頻道有逐漸式微之勢，監製於蓓華做出了改革，決定嘗試挑戰院線，並與OTT服務進行合作。「公視新創電影」與光點華山電影館品牌合作，舉辦了「後青春 希望無窮」專題影展，搶先在2017年3月4日於院線放映，並在3月17日中午12點起於LINE TV釋出全片，在3月18日晚間11點於公視主頻播出。財團法人公共電視文化事業基金會於2017年6月1日發行《公視新創電影－致後青春》BD加DVD雙碟版，將《最後的詩句》與莊絢維執導的《濁流》收錄其中。

## 評價與迴響
曾英庭與施虹如早在2016年便投稿參加由文化部影視及流行音樂產業局主辦、財團法人國家電影中心承辦的優良電影劇本獎，並獲得特優劇本獎。本片在光點華山電影館的首映開放購票後，六小時便完售，獲得觀眾的支持，共獲新臺幣20,700元的票房收入。
影評人鄭秉泓認為導演曾英庭並不是那麼仰賴對話來帶動敘事或反映角色心境，而是透過影像和場面的調度，且其創作總對當前社會有份敏銳的觀察，並了解觀眾在意的是角色身為「人的溫度」。對於比利時配樂家湯瑪斯·福多瑪（Thomas Foguenne）畫龍點睛的表現，他也讚賞道：「片中出現配樂的比例不高，但效果很好，尤其片尾唸出詩句時，背景音樂為整個情緒提供了一種飽滿和浪漫。」
對於劇中時間節點和重大政治、經濟及社會環境的對應，鄭秉泓認為曾英庭意圖讓主角成為當前社會中堅份子的縮影，藉角色的遲疑和困惑、掙扎與苦痛，為千禧世代的慾望與無助吶喊。雖然此安排容易讓人與楊雅喆執導的《女朋友。男朋友》作聯想，但電影愛好者謝佳錦認為比起緬懷特定年代或作政治批判，曾英庭更在乎生活在政黨輪替、政經環境卻空轉下的社會底層小人物之狀態，藉此緊扣「青年貧窮」的命題。對於青貧議題，謝佳錦認為現今青年面臨的「成人」、「成家」階段的焦慮、「貧窮世襲」的無望感與「人生失敗組」的自卑都是很普遍的，因此能夠引起共鳴。
謝佳錦稱本片「對空間與角色的關聯做得更精巧」，諸如男女主角狹窄、破舊的家屋空間，便展現利用空間映照角色狀態的技巧，「是將一個人的內在外化、影像化，讓觀眾感知的作法。」同時，也點出「選擇」與「壁癌」的關聯，以及與李亮辰所演唱的片尾曲〈有一塊青苔很明顯〉之搭配作用。對於劇中人傑遭討債集團挾持，曉萍緊急找姑姑求援後，溫柔地抱著狼狽不堪的人傑的那場戲，謝佳錦稱讚道：「這場一分多鐘一鏡到底的戲，演員的表演節奏、配樂、緩慢挪近的低角度攝影機、流水映射的光影所構成的整體效果，令人印象深刻。」
西洋占星學命理師唐綺陽在本片於公視首播前，便在Facebook上將本片推薦給觀眾，並在映後開了直播療癒大家，同時闡述她不認為本片的結局是絕望的，而像是個提醒，為的是做出更好的人生選擇之感想發表。
許多影評人及觀眾對於傅孟柏與温貞菱在劇中橫跨十六年的演出給予好評，謝佳錦認為兩人充滿說服力的成熟表現，造就動人的情感核心。鄭秉泓稱讚傅孟柏的情感表達：「當人傑終於親口唸出最後的詩句，我就知道這部電影過關了。豈只過關而已，其實是非常動人，不只因為一點也不奇怪，一點也不矯揉造作，而是在於飾演人傑的傅孟柏唸詩時的情感，恰如其分。」影評人雀雀亦稱道傅孟柏詮釋出臺灣青年們的憤慨，影評人換日線則讚譽他的演技「教人驚豔」。第52屆金鐘獎評審認為傅孟柏將一個懷有夢想的純真少年，在夢想破滅後走向自我毀滅的生命歷程中，表演的跨度隨著不同階段，如剝洋蔥般一層又一層地展現出生命的悲欣交集，稱其演技質樸又洗練。第52屆金鐘獎迷你劇集類召集人瞿友寧則肯定温貞菱將角色的各個階段表現出層次，並在男性為主視角的戲劇中，輔助著男主角的表演，演出溫婉動人。

## 榮譽與獎項
| 年度 | 單位                  | 獎項                       | 入圍者                                | 結果 | 參            |
| ---- | --------------------- | -------------------------- | ------------------------------------- | ---- | ------------- |
| 2016 | 徵選優良電影劇本      | 特優劇本獎                 | 曾英庭、施虹如                        | 獲獎 | [ 17 ]        |
| 2017 | 第52屆金鐘獎          | 迷你劇集／電視電影男主角獎 | 傅孟柏                                | 獲獎 | [ 30 ]        |
| 2017 | 第52屆金鐘獎          | 迷你劇集／電視電影女主角獎 | 温貞菱                                | 獲獎 | [ 30 ]        |
| 2017 | 第52屆金鐘獎          | 迷你劇集／電視電影男配角獎 | 高盟傑                                | 入圍 | [ 30 ]        |
| 2017 | 第52屆金鐘獎          | 攝影獎                     | 劉至桓                                | 入圍 | [ 30 ]        |
| 2017 | 第52屆金鐘獎          | 剪輯獎                     | 李俊宏                                | 獲獎 | [ 30 ]        |
| 2017 | 第52屆金鐘獎          | 音效獎                     | 邱昇元、葉約瑟、湯瑪斯·福多瑪、蔡篤易 | 入圍 | [ 30 ]        |
| 2017 | 第52屆金鐘獎          | 燈光獎                     | 劉宸瑋                                | 入圍 | [ 30 ]        |
| 2017 | 第52屆金鐘獎          | 美術設計獎                 | 王冠懿、張軼峰                        | 獲獎 | [ 30 ]        |
| 2017 | 釜山國際電影節        | 新浪潮單元                 | 新浪潮單元                            | 入圍 | [ 31 ]        |
| 2017 | 斯德哥爾摩電影節      | 衝擊單元                   | 衝擊單元                              | 入选 | [ 32 ]        |
| 2017 | 多倫多亞洲國際電影節  | 展望銀幕單元               | 展望銀幕單元                          | 入选 | [ 33 ] [ 34 ] |
| 2017 | 聖地牙哥亞洲電影節    | Asia Pop!                  | Asia Pop!                             | 入选 | [ 35 ]        |
| 2017 | 亞洲電視大獎          | 最佳單元劇或電視電影獎     | 最佳單元劇或電視電影獎                | 提名 | [ 36 ]        |
| 2018 | 柬埔寨國際電影節（Cambodia International Film Festival）  |                            |                                       | 入选 | [ 37 ]        |
| 2018 | 亞洲躍動影展（Asian Pop-Up Cinema）      |                            |                                       | 入选 | [ 38 ] [ 39 ] |
| 2018 | 新港灘國際電影節      |                            |                                       | 入选 | [ 37 ]        |
| 2018 | 波隆納亞洲電影節 （Asian Film Festival in Bolgona） | 最佳導演獎                 | 曾英庭                                | 獲獎 | [ 37 ]        |
| 2018 | 新加坡華語電影節      |                            |                                       | 入选 | [ 37 ]        |
| 2018 | 溫哥華台灣電影節（Vancouver Taiwanese Film Festival）  |                            |                                       | 入选 | [ 37 ]        |
| 2018 | 紐約亞洲影展          |                            |                                       | 入选 | [ 37 ]        |
| 2018 | 達拉斯亞洲影展        |                            |                                       | 入选 | [ 37 ]        |

## 外部連結
- 官方网站
- 公視新創電影的Facebook專頁
- 互联网电影数据库（IMDb）上《最後的詩句》的资料（英文）
- 豆瓣电影上《最後的詩句》的資料 （简体中文）

| 公視主頻 週六 22:30－00:10 | 公視主頻 週六 22:30－00:10   | 公視主頻 週六 22:30－00:10 |
| -------------------------- | ---------------------------- | -------------------------- |
|                            | 最後的詩句 （2017年3月18日） |                            |
| -                          | 濁流 （2017年3月25日）       |                            |